# Roa excelsa
Roa excelsa är en fiskart som först beskrevs av Jordan 1921.  Roa excelsa ingår i släktet Roa och familjen Chaetodontidae. IUCN kategoriserar arten globalt som livskraftig. Inga underarter finns listade i Catalogue of Life.